# Hautacam
Hautacam je zimsko-športno središče v francoskem delu Pirenejev, v bližini Argelès-Gazosta in Lurda. Nahaja se med 1.500 in 1.800 m n.m.v. in vsebuje 14 smučarskih prog skupne dolžine 26 km ter tekaško progo v dolžini 15 km.
Hautacam je bil sedemkrat prizorišče gorskega etapnega cilja kolesarske Dirke po Franciji (1994, 1996, 2000, 2008, 2014, 2022 in 2025).

### Tour de France
| Leto | Etapa | Začetek etape | Dolžina (km) | Kategorija | Zmagovalec etape       | Rumena majica          |
| ---- | ----- | ------------- | ------------ | ---------- | ---------------------- | ---------------------- |
| 2025 | 12    | Auch          | 181          | HC         | Tadej Pogačar (SLO)    | Tadej Pogačar (SLO)    |
| 2022 | 18    | Lourdes       | 143          | HC         | Jonas Vingegaard (DEN) | Jonas Vingegaard (DEN) |
| 2014 | 18    | Pau           | 145,5        | HC         | Vincenzo Nibali (ITA)  | Vincenzo Nibali (ITA)  |
| 2008 | 10    | Pau           | 156          | HC         | Juan José Cobo (ESP)   | Cadel Evans (AUS)      |
| 2000 | 10    | Dax           | 205          | HC         | Javier Otxoa (ESP)     | Lance Armstrong (USA)  |
| 1996 | 16    | Agen          | 199          | HC         | Bjarne Riis (DEN)      | Bjarne Riis (DEN)      |
| 1994 | 11    | Cahors        | 263,5        | HC         | Luc Leblanc (FRA)      | Miguel Indurain (ESP)  |